# Coronel David
Carlos Alberto David dos Santos (Campo Grande, 27 de janeiro de 1965), é um policial militar e político brasileiro filiado ao Partido Liberal. Nas eleições de 2022, foi reeleito deputado estadual pelo Mato Grosso do Sul.

## Biografia
Se candidatou pela primeira vez em 2014, para deputado estadual, ficando como suplente. Nas eleições municipais de 2016, se candidatou à prefeitura de Campo Grande, mas acabou sendo derrotado ao ficar em 4º lugar na disputa. Foi eleito deputado estadual pela primeira vez em 2018, pelo PSL. Pouco tempo após a fusão PSL-DEM que deu origem ao União Brasil, se filiou ao PL, e foi reeleito para um segundo mandato nas eleições gerais de 2022.

## Desempenho eleitoral
| Ano  | Eleição                        | Coligação                                                                  | Partido | Cargo             | Votos          | Resultado                |
| ---- | ------------------------------ | -------------------------------------------------------------------------- | ------- | ----------------- | -------------- | ------------------------ |
| 2014 | Estadual em Mato Grosso do Sul | MS cada vez melhor (PSB, PTdoB, PRTB, PHS, PSC, PEN e PRB)                 | PTdoB   | Deputado estadual | 17.735 (1,35%) | Não eleito (1º suplente) |
| 2016 | Estadual em Mato Grosso do Sul | partido isolado                                                            | PSC     | Prefeito          | 20.631 (4,83%) | Não eleito (4º lugar)    |
| 2018 | Estadual em Mato Grosso do Sul | Avançar com responsabilidade (Solidariedade, PPS, PSL, PSB, PP, PTB e PMB) | PSL     | Deputado estadual | 45.903 (3,58%) | Eleito                   |
| 2022 | Estadual em Mato Grosso do Sul | sem coligação                                                              | PL      | Deputado estadual | 31.480 (2,21%) | Eleito                   |